# No soy un hombre fácil
No Soy un Hombre Fácil (en francés: Je ne suis pas un homme facile) es una comedia romántica francesa de 2018 dirigida por Éléonore Pourriat. Está protagonizada por Vincent Elbaz como un chovinista que termina en un universo paralelo donde los roles de género se invierten. Se estrenó el 13 de abril de 2018 en Netflix. Es la segunda película original de Netflix en francés y la primera en ese idioma encargada por Netflix.

## Sinopsis
Damien es un chovinista descarado que tiene todos los beneficios de vivir en una sociedad patriarcal. Después de un golpe en la cabeza, Damien se desmaya. Cuando despierta, se encuentra en lo que parece ser un universo alternativo donde los roles de género se invierten y las mujeres tienen el poder. Damien se siente confundido: ahora que experimenta el sexismo -que en ese mundo los varones viven de forma sistématica-, lucha por encontrar su lugar en este nuevo mundo extranjero. Conoce y seduce a Alexandra, una chovinista y novelista influyente en este mundo dominado por mujeres.

## Reparto
- Vincent Elbaz como Damien
- Marie-Sophie Ferdane como Alexandra
- Pierre Bénézit como Christophe
- Blanche Gardin como Sybille
- Céline Menville como Lolo
- Christele Tual Como Annie
- Luna Dailly como el entrenador de Alexandra
- Camille Landru-Girardet como Ludovic

## Producción
La película tiene sus orígenes en Oppressed Majority (francés, Majorité opprimée) un cortometraje de 2010 dirigido por Pourriat, sobre un padre que se queda en casa que experimenta el sexismo en un mundo paralelo dominado por mujeres y, finalmente, se convierte en víctima de agresión sexual. En 2014, después de ser lanzado en la plataforma para compartir videos Youtube con subtítulos en inglés, el corto atrajo la atención internacional y Netflix se acercó a Pourriat para desarrollar un nuevo proyecto más grande sobre la premisa inicial. Pourriat inicialmente quería hacer una serie, pero, con la ayuda de sus productores, Eleonore Dailly y Edouard de Lachomette, ella y Netflix finalmente acordaron producir una comedia romántica como un largometraje.
La película se estrenó en Netflix el 13 de abril de 2018. De acuerdo con las leyes francesas sobre distribución de películas digitales, no estaba programada para su estreno en cines en Francia, a fin de estar inmediatamente disponible en línea. Pierre Bénézit, el actor principal de Oppressed Majority, interpretó al personaje secundario Christophe en No soy un hombre fácil.